# Corona Borealis
Corona Borealis o la Corona Boreal es una pequeña constelación boreal cuyas principales estrellas forman un arco semicircular. Esta es una de las 88 constelaciones modernas, y fue también una de las 48 constelaciones listadas por Ptolomeo, quien se refirió a la misma como Corona.  La palabra Borealis fue añadida después, en contraste con la Corona Australis, la Corona Austral.

## Características destacables

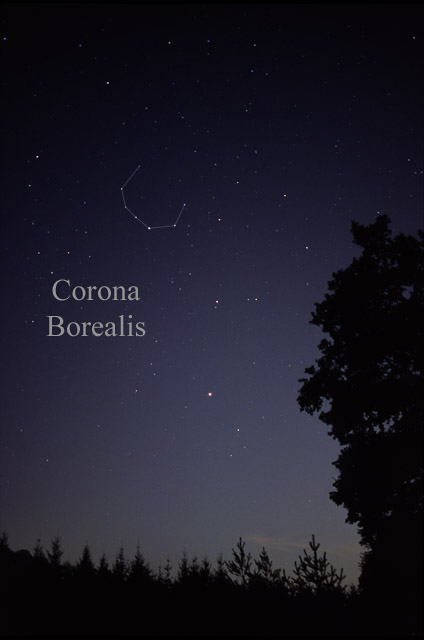
Corona Borealis en el cielo nocturno

Corona Boreal no tiene estrellas de primera magnitud. Su estrella más brillante, α Coronae Borealis (Alphecca, también conocida como Gemma) es una binaria espectroscópica de magnitud visual +2,22. Las dos componentes son una estrella blanca de la secuencia principal de tipo A0V y una enana amarilla de tipo G5V más fría que el Sol. La separación media entre ambas es de 0,20 ua y el período orbital es de 17,36 días. Alphecca es considerada miembro difuso de la Asociación estelar de la Osa Mayor.
Nusakan (β Coronae Borealis), la segunda estrella más brillante de la constelación, es también una binaria con un período orbital de 10,5 años. Es una variable Alfa2 Canum Venaticorum deficiente en oxígeno, mientras que otros elementos como estroncio, cromo y europio presentan abundancias más altas de lo habitual.
Otra estrella binaria, η Coronae Borealis, está compuesta por dos enanas amarillas con un período orbital de 41,6 años, habiéndose descubierto una distante enana marrón físicamente vinculada a este par.
σ Coronae Borealis es un sistema estelar múltiple a 71 años luz de distancia. Las dos estrellas principales del sistema, separadas 7 segundos de arco, pueden ser resueltas con telescopio. La más brillante de ellas es, a su vez, una binaria espectroscópica compuesta por dos enanas amarillas de tipo F6V y G0V, —con un corto período orbital de solo 1,14 días—, mientras que la estrella menos brillante es también una enana amarilla de tipo G1V. Otra binaria mucho más alejada, compuesta por dos enanas rojas, completa el sistema.
Corona Boreal cuenta con varias estrellas variables de interés. R Coronae Borealis es una supergigante amarilla prototipo de un tipo de variables que llevan su nombre: la magnitud visual habitual de R Coronae Borealis es 5,89, pero en ciclos que van desde varios meses a muchos años, su brillo se atenúa hasta magnitud 14. Por ello, esta estrella ha recibido el título de «estrella menguante» o «nova reversible».
Por otra parte, T Coronae Borealis es una nova recurrente: de magnitud 10,8 en condiciones normales, en los últimos estallidos de 1866 y 1946 llegó a alcanzar magnitud 2,0 y 3,0 respectivamente.
V Coronae Borealis, estrella de carbono 7700 veces más luminosa que el Sol que se localiza 2250 años luz por encima del plano galáctico, es una variable Mira con un período de 357,63 días.

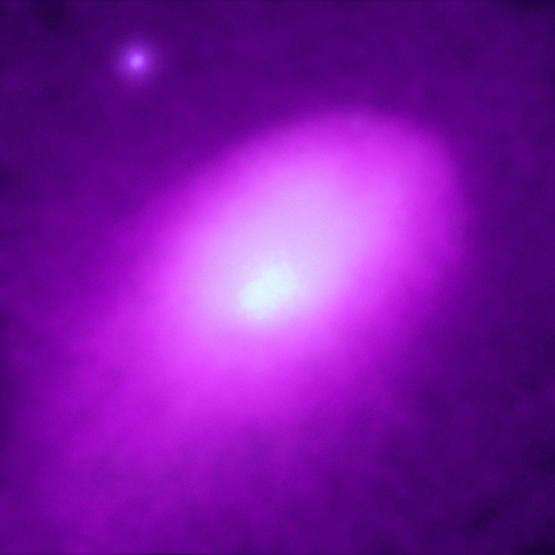
Imagen en rayos X del cúmulo galáctico Abell 2142

Varias de las estrellas más brillantes de Corona Boreal albergan sistemas planetarios.
En torno a la gigante naranja ε Coronae Borealis se ha detectado un planeta con una masa, al menos, 6,7 veces mayor que la de Júpiter.
κ Coronae Borealis es una subgigante naranja a 98 años luz de la Tierra con un planeta que se mueve a 2,65 ua de la estrella, mientras que ο Coronae Borealis —gigante de tipo K0III— también posee un planeta orbitando a 0,83 ua de distancia.
Igualmente, Kamuy —nombre oficial de HD 145457— es otra gigante naranja de tipo K0III con un planeta que orbita a una distancia de 0,76 ua.
Por otra parte, ρ Coronae Borealis —situada a 57 años luz— es un análogo solar de tipo espectral G0V alrededor del cual orbitan dos planetas, cuyas respectivas masas son 330 y 25 veces mayores que la de la Tierra.
Otra enana amarilla, XO-1 —oficialmente denominada Moldoveanu—, alberga un planeta de tipo «júpiter caliente» cuyo período orbital es de solo 3,94 días. Dicho planeta recibe el nombre de Negolu, habiéndose detectado la presencia de vapor de agua en su atmósfera.
Aunque Corona Boreal no contiene objetos de cielo profundo brillantes, en dirección a esta constelación se localiza Abell 2142, un enorme cúmulo de galaxias luminosas en rayos X, que es el resultado de la fusión entre dos cúmulos galácticos. Contiene cientos de galaxias y es considerado uno de los objetos más masivos del universo.

## Estrellas

### Estrellas principales

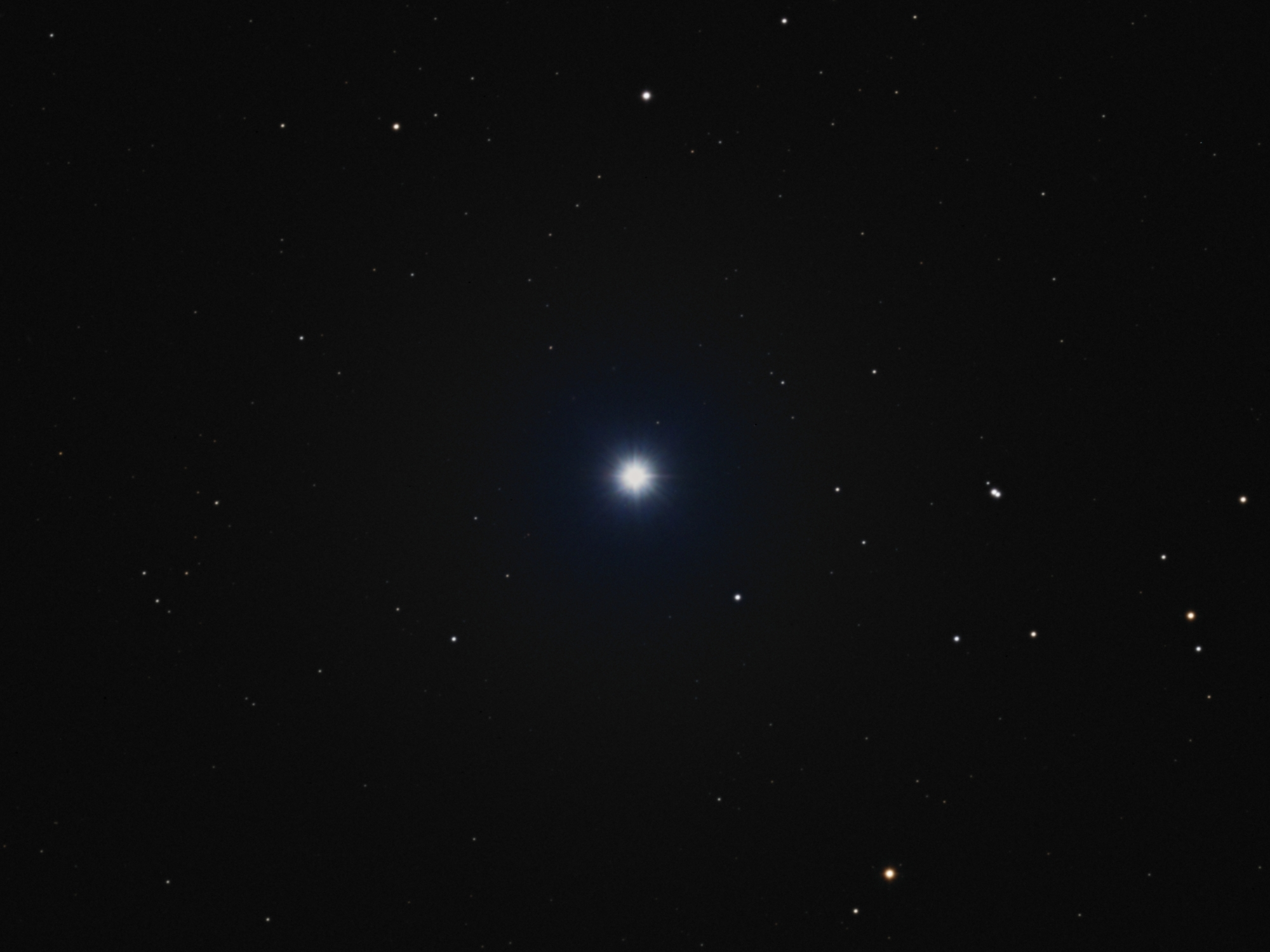
Imagen de Alphecca en luz visible

- α Coronae Borealis (Alphecca, Gemma o Gnosia), de magnitud 2,22 y situada a 72 años luz del Sistema Solar, es una estrella binaria. La estrella principal es una estrella blanca con una compañera que la orbita cada 17,4 días.
- β Coronae Borealis (Nusakan), segunda estrella más brillante en la constelación con magnitud 3,66. También es un sistema binario con sus componentes separadas 0,25 segundos de arco.

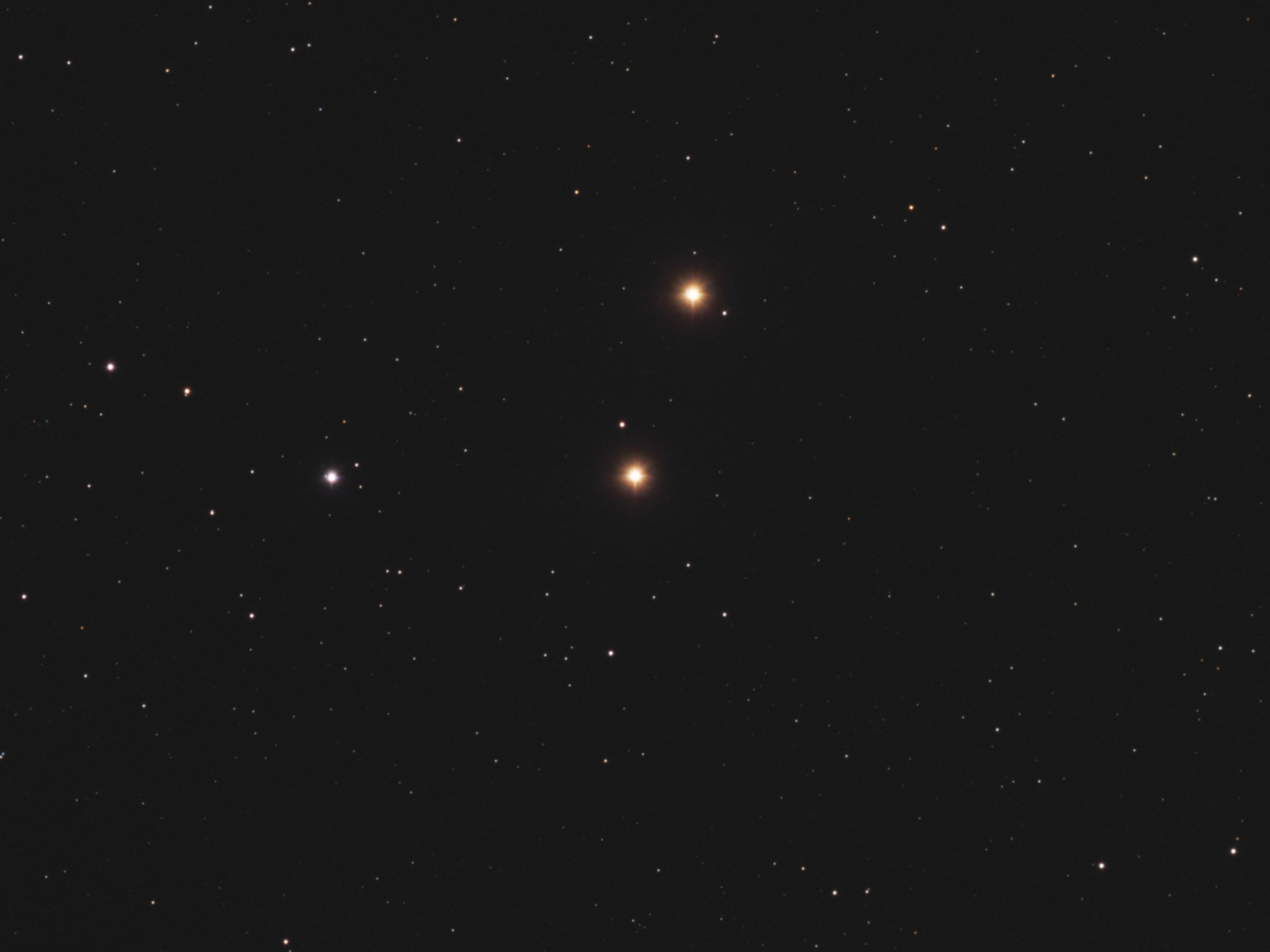
ν^{2} (centro de imagen) y ν^{1} Coronae Borealis (arriba)

- γ Coronae Borealis, también una estrella binaria —compuesta por una subgigante y una estrella blanca de la secuencia principal— situada a 145 años luz de distancia.
- δ Coronae Borealis, estrella amarilla e importante fuente de rayos X, situada a 165 años luz.
- ε Coronae Borealis, gigante naranja de magnitud 4,14 a 221 años luz.
- η Coronae Borealis, sistema múltiple formado por dos enanas amarillas semejantes al Sol y una enana marrón más distante.
- θ Coronae Borealis, estrella binaria de magnitud 4,14, cuya componente principal es una estrella variable eruptiva.
- ι Coronae Borealis, binaria espectroscópica y estrella de mercurio-manganeso de magnitud 4,98.
- κ Coronae Borealis, subgigante naranja de magnitud 4,82 con un planeta extrasolar que completa una órbita cada 1251 días.
- ν Coronae Borealis, estrella doble óptica formada por dos gigantes rojo-anaranjadas, ν1 Coronae Borealis y ν2 Coronae Borealis.
- ο Coronae Borealis, gigante anaranjada orbitada por un planeta extrasolar.
- ξ Coronae Borealis, gigante naranja de magnitud 4,86.
- π Coronae Borealis, gigante amarillo-anaranjada de magnitud 5,58.
- ρ Coronae Borealis, análogo solar de magnitud 5,39; en torno a esta estrella se mueven dos exoplanetas.
- σ Coronae Borealis, sistema estelar triple a 71 años luz compuesto por tres enanas amarillas. Dos de ellas formas una binaria espectroscópica, completando una órbita cada 1,14 días.
- τ Coronae Borealis, gigante naranja de magnitud 4,76.

### Otras estrellas condesignación Bayer
- 7/ζ1 CrB 6,00; 7/ζ2 CrB 5,07; 12/λ CrB 5,43; 6/μ CrB 5,14; 18/υ CrB 5,80

### Otras estrellas notables

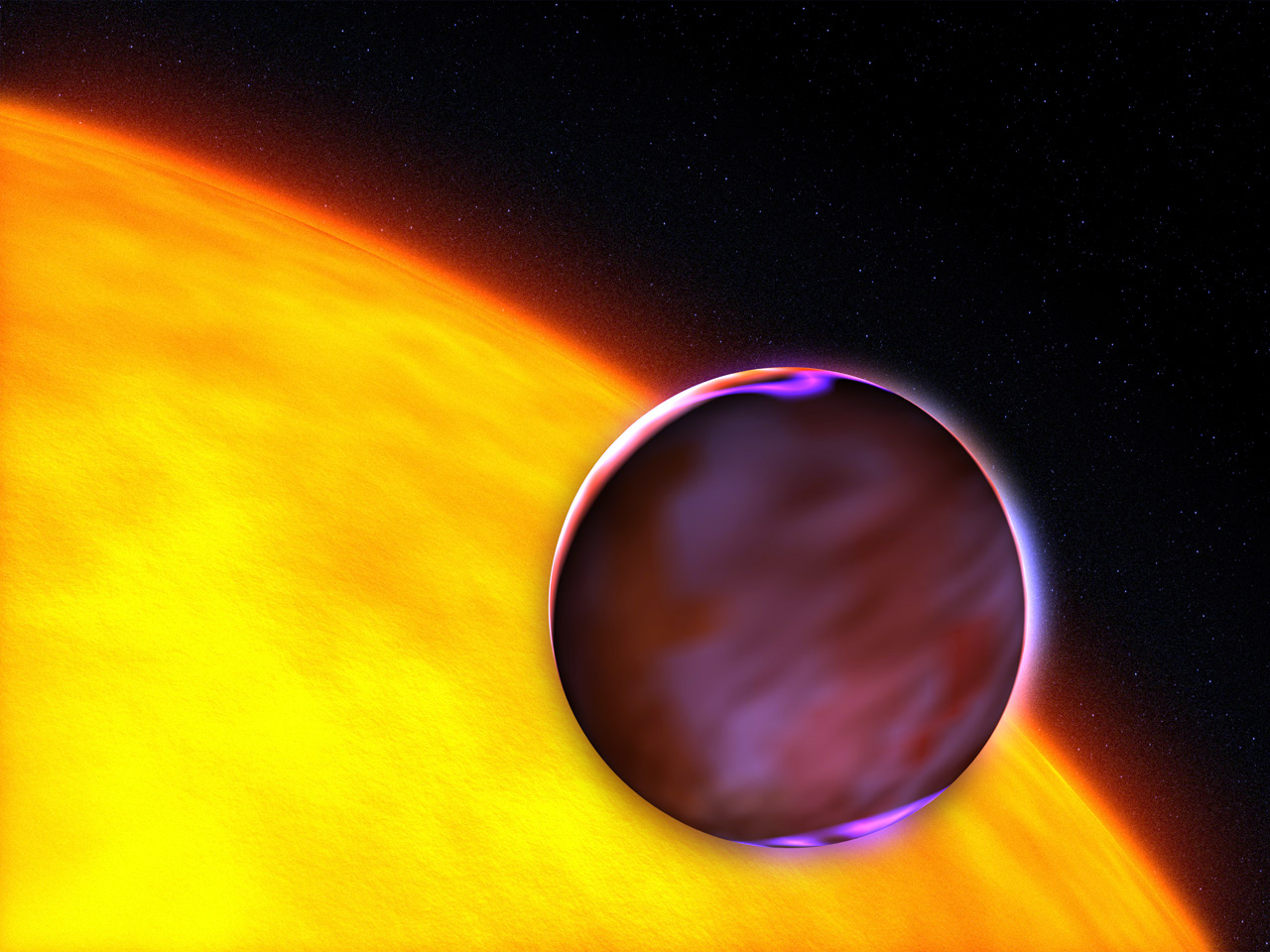
Visión artística de un tránsito del planeta XO-1 b (Negoiu) delante de XO-1

- R Coronae Borealis, estrella variable de magnitud 5,85, supergigante amarilla que pierde intensidad a intervalos irregulares. Da nombre a una clase de variables.
- T Coronae Borealis, nova recurrente que estalló entre los años 1866 y 1946.
- U Coronae Borealis, binaria eclipsante cuyo brillo varía entre magnitud 7,66 y 8,79 en un ciclo de 3,4522 días.
- V Coronae Borealis, variable Mira cuya magnitud fluctúa entre 6,90 y 12,60 en un período de 357,63 días.
- AX Coronae Borealis, variable de tipo BY Draconis de magnitud 9,04 con un período de 9,24 días.
- RW Coronae Borealis, binaria eclipsante de magnitud 10,22.
- YY Coronae Borealis, también binaria eclipsante de magnitud 8,64.
- XO-1 (Moldoveanu), enana amarilla que alberga un planeta extrasolar descubierto mediante tránsito astronómico.

## Objetos de cielo profundo
- Abell 2065 es un cúmulo de galaxias que contiene cerca de 400 miembros, el más brillante de ellos de magnitud 16.
- Abell 2142 es otro cúmulo de galaxias, luminoso en la región de rayos X, resultado de la fusión de dos cúmulos de galaxias.

## Mitología

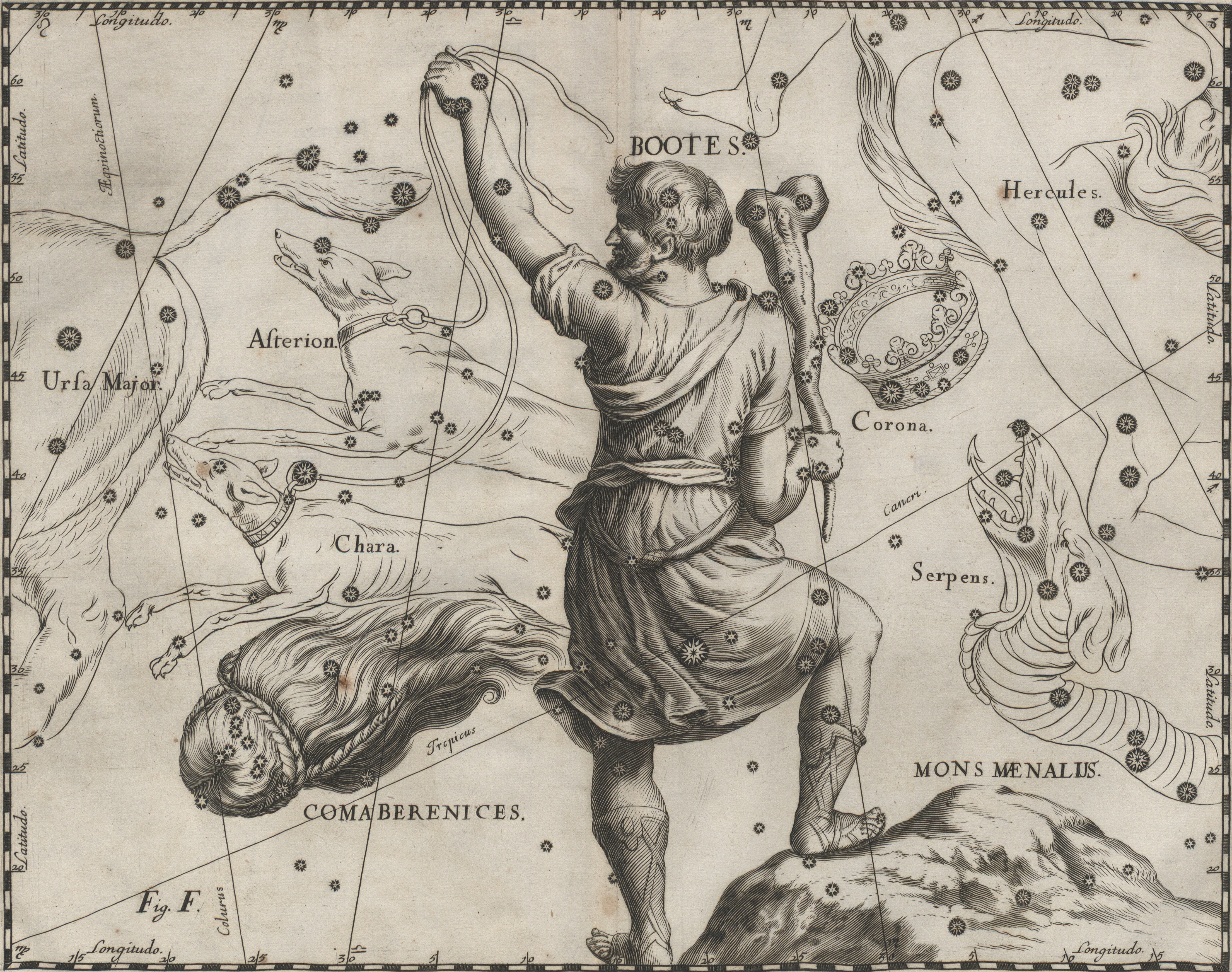
Corona Borealis y Bootes

El catasterismo de la Corona era conocido como A-nim (la corona de Anu) entre los acadios y AGA (la corona de An) entre los sumerios.
Según la mitología griega, y en palabras de Eratóstenes, se dice que es la corona de Ariadna. Dioniso la colocó entre los astros cuando los dioses celebraron sus bodas en la llamada Día, pues quería que la vieran. Con ella se había coronado primero la novia tras recibirla de las Horas y Afrodita. El autor de las Créticas, Epiménides, dice que, cuando llegó Dioniso junto a Minos queriendo seducir a Ariadna, le dio ese regalo, con el cual la engañó. Dicen que era obra de Hefesto, hecha de oro brillante y de piedras de la India. Se cuenta la historia de que gracias a ella también se salvó Teseo del laberinto, pues la corona producía una luz brillante. Más tarde se la colocó entre los astros, cuando llegaron los dos a Naxos, como símbolo de su elección: los dioses estaban también de acuerdo. Dicen asimismo que la trenza de Ariadna es la que se ve bajo la cola del León.
Otros dicen que antes de que Dioniso descendiera al Hades para recuperar a su madre Sémele, dejó esta corona, que había adquirido como regalo de Afrodita, en Estéfanos ('Corona') de Argos para evitar que se contaminara por el contacto con los muertos. Después de llevar a su madre al mundo superior, colocó la corona entre las estrellas en su honor. Otra versión dice que la corona fue un regalo de bodas de Afrodita a Anfitrite, que se la dio a Teseo cuando visitó el palacio submarino de su marido Poseidón después de haberse sumergido en el mar para demostrar a Minos que era hijo de Poseidón. Teseo se lo pasó a Ariadna, y Dioniso lo colocó en el cielo después de su muerte cuando la encontró por primera vez en Naxos después de que ella hubiera sido abandonada por Teseo.